# Johann Peter Himmer
Johann Peter Himmer (* 4. Juli 1801 Glasehausen bei Heiligenstadt; † 18. Dezember 1867 Augsburg) war ein deutscher Buch-Verleger.

## Leben
Himmer war der Sohn eines Rechtsanwaltes, der durch die Koalitionskriege in finanzielle Bedrängnis geraten war. 1815 wanderte er zu Fuß nach Göttingen, wo ein Onkel das Buchbindergewerbe betrieb. Er absolvierte eine fünfjährige Ausbildung in der Buchhandlung von Rudolf Deuerlich und ließ sich von mittellosen Studenten für zwei Groschen die Stunde unterrichten. Er trat 1822 als Gehilfe in die Buchhandlung von Paul Gotthelf Kummer in Leipzig ein.
Später hatte er einen Wohnsitz in Würzburg. Von 1828 bis 1831 war er mit Friedrich Georg Carl Kollmann (1800–1864) Eigentümer der Wolffsche Buchhandlung. In Augsburg erwarb er 1831 die Matthäus Riegerschen Buchhandlung (gegr. 1731) sowie die dazu gehörige Buchhandlung von Johann Baptist Balthasar Merz, den Verlag Franz Anton Veith und die Musikalienhandlung von Johann Jakob Lotter & Sohn, sämtlich in München, von Alois Eurisch.
Die Matthäus Riegersche Buchhandlung unterhielt durch Reisende direkte Verbindungen in zahlreiche Teile Europas. Den Sortimentsbetrieb erweiterte Himmer, und bald waren seine Reisenden wieder in Oberbayern, die Schweiz und im Elsass unterwegs. Zudem entwickelte er den Direktvertrieb.
In Lindau übernahm er 1835 die Buchhandlung von Vinzenz Kranzfelder, die er nach einigen Jahren an seinen Mitarbeiter Johann Thomas Stettner abtrat. Eine Druckerei samt Verlag gründete er 1842 in der Philippine-Welser-Straße. 1845 übernahm er die fast ausschließlich durch seinen Verlag beschäftigte Reichelsche Buchdruckerei in Augsburg (gegründet 1826) der Gebrüder Reichel.
In München errichtete er 1847 die Matthäus Riegersche Universitäts-Buchhandlung, die sich 1902 im Eigentum der Witwe seines Sohnes befand. 1849 vereinte er die Moysche Verlagshandlung in Augsburg mit seinem dortigen Unternehmen.
Seine Söhne Adolf (* 1834, † 10. Dezember 1888) und Wilhelm Himmer erbten die Augsburger Geschäfte.

## Verlegerische Tätigkeit
- katholische Gebet- und Andachtsbüchern, Predigtsammlungen, Erbauungsschriften.
- Antoine Godeau Allgemeine Kirchengeschichte in 38 Bänden.
- François-Antoine Pomeys lateinisches Wörterbuch.
- Othmar Lautenschlager, 1809–1878 24 Bändchen Volks- und Jugendschriften
- »Leben und Ende des berüchtigten Anführers einer Wildschützenbande Matthias Klostermayrs oder des sogenannten bayerischen Hiesels« (1772).
- Georg Mezger, historische Schriften (Augsburgs älteste Druckdenkmale).

Er verlegte auch Ungebundenes, so werden die ersten Jahrgänge »Fliegende Blätter« für sein Offizin reklamiert.